# Arçais
Arçais là một xã ở tỉnh Deux-Sèvres trong vùng Nouvelle-Aquitaine phía tây nướcPháp. Xã này nằm ở khu vực có độ cao trung bình 13 mét trên mực nước biển. Đây là một địa điểm du lịch.